# Jean-Marie Lehn
Jean-Marie Lehn (Rosheim, 30 settembre 1939) è un chimico francese, massimo fautore della chimica supramolecolare.

## Biografia
Nato a Rosheim nel 1939, Lehn si è laureato in chimica organica all'Università di Strasburgo nel 1960. Nel 1963 ha conseguito il Ph.D. e ha cominciato a lavorare nel laboratorio diretto da Robert Burns Woodward ad Harvard, dove si occupò di sintesi organica. In seguito ritornò a Strasburgo dove si dedicò alla chimica fisica. Nel 1968 riuscì a sintetizzare i criptandi, molecole in grado di "catturare" ioni, acquistando in tal modo nuove caratteristiche chimico-fisiche. Nel 1970 Lehn divenne professore di Chimica all'Università Louis Pasteur di Strasburgo (riunita poi nel 2009 sotto l'Università di Strasburgo) dove risulta attivo ad oggi, e dal 1979 ha inoltre assunto la cattedra di Chimica delle interazioni molecolari al Collège de France di Parigi.
Autore di oltre 450 pubblicazioni scientifiche, Lehn è membro delle più prestigiose accademie e istituzioni ed ha ricevuto numerosi riconoscimenti internazionali. Si è occupato tra l'altro di riconoscimento chimico, ovvero di quel fenomeno per cui molecole complementari possono interagire attraverso interazioni deboli, aprendo il campo alla chimica recettoriale che in seguito troverà grandi applicazioni in farmacologia. Per la scoperta dei criptandi e per il lavoro di sintesi di composti organici a basso peso molecolare e dalle speciali proprietà Lehn ha ricevuto il premio Nobel per la chimica nel 1987 (con Charles J. Pedersen e Donald J. Cram). La motivazione ufficiale è stata: «Per lo sviluppo e l'uso di molecole con interazioni strutturali specifiche ad alta selettività».
Lehn, parafrasando Richard Feynman e il suo noto discorso There's plenty of room at the bottom sulle nanotecnologie (con l'espressione There's even more room at the top) ha indicato come la chimica non solo deve guardare verso l'estremamente piccolo, ma può andare anche al di sopra delle dimensioni molecolari, studiando la complessità supramolecolare. A Lehn dunque, e al suo lavoro, si deve la fondazione di un'importante branca della chimica, la cosiddetta chimica supramolecolare che si occupa di entità complesse che risultano dall'associazione di due o più specie chimiche tenute insieme da interazioni intermolecolari non covalenti.
Nel 2023 gli viene conferito il dottorato "Honoris Causa" dall'Università degli Studi di Messina.

## Onorificenze
Il professor Lehn è membro dell'Accademia francese delle scienze dal 1985.